# Gara Lorraine TGV
Gara Lorraine TGV este o gară care deservește orașul Louvigny, Franța, situată în apropierea aeroportului Metz–Nancy–Lorraine.